# Pyrota nobilis
Pyrota nobilis är en skalbaggsart som först beskrevs av Haag-rutenberg 1880.  Pyrota nobilis ingår i släktet Pyrota och familjen oljebaggar. Inga underarter finns listade i Catalogue of Life.